# Gefecht bei Néry
Als  Gefecht bei Néry wird ein Zusammenstoß zwischen deutschen und britischen Kavalleriekräften im Ersten Weltkrieg bezeichnet. Es fand im Verlauf des deutschen Vorstoßes an die Marne statt.

## Ablauf
Nach der Schlacht bei Mons befand sich das britische Expeditionskorps auf dem Rückzug an die Marne, dieser wurde durch schwache Nachhuten aus Kavallerieeinheiten gedeckt.
Am 31. August morgens befand sich das im Bereich der 1. Armee operierende Höhere Kavalleriekommando 2 im Vormarsch über Noyon und Compiegne nach Süden.
Am 1. September morgens erhielt der Kommandeur der 4. Kavallerie-Division Generalleutnant von Garnier die Meldung über ein englisches Artillerie-Biwak bei Nery. Die 17. Kavallerie-Brigade unter Generalmajor von Schimmelmann nahm Position südöstlich auf den Höhen ein, hinter dieser fuhren zwei Batterien Feldartillerie auf. Die Artillerie und die Maschinengewehr-Abteilung der Division eröffneten auf eine Entfernung von  etwa 800 m das Feuer auf das feindliche Lager.
Die britische im Biwak liegende 1st Cavalry Brigade sowie die L Battery der Royal Horse Artillery wurden  in ihrem Verfügungsraum überfallen. Verstärkt durch die Husaren der Division war den deutschen Reitern ein Vordringen bis nahe an den Dorfrand gelungen. Der Angriff wurde durch 12 Geschütze unterstützt, die durch Feuerzusammenfassung die britische Batterie niederkämpften. Lediglich ein 13-Pfünder-Geschütz erwiderte das Feuer und hielt im Verbund mit Schützen- und Maschinengewehrfeuer des walisischen Regiments 2nd Dragoon Guards (Queen’s Bays) die deutschen Angriffskräfte nieder, bis Teile der britischen 1st und der 4th Cavalry Brigade zum Gegenangriff antreten konnten und die deutschen Truppen zurückwarfen.
Darauf versuchten sie die deutschen Dragoner zu umzingeln. Die Lage der 17. Kavallerie-Brigade sollte sich weiter verschärfen, da die erhoffte Verstärkung durch die 2. Kavallerie-Division ausblieb. Bei Anbruch der Dunkelheit gelang schließlich der Ausbruch, umringt von den feindlichen Truppen konnte der deutsche Verband unbemerkt in den Wald bei la Chapelle gelangen.
Die Kanoniere Edward Kinder Bradbury, George Thomas Dorrell and David Nelson wurden mit dem Victoria-Kreuz ausgezeichnet, das "Néry-Geschütz" der L-Batterie wurde dem Imperial War Museum in London übergeben.
Die 4. Kavallerie-Division erreichte am 3. September Nanteuil und musste daraufhin zur Auffrischung als Armeereserve abgestellt werden.